# 道具箱

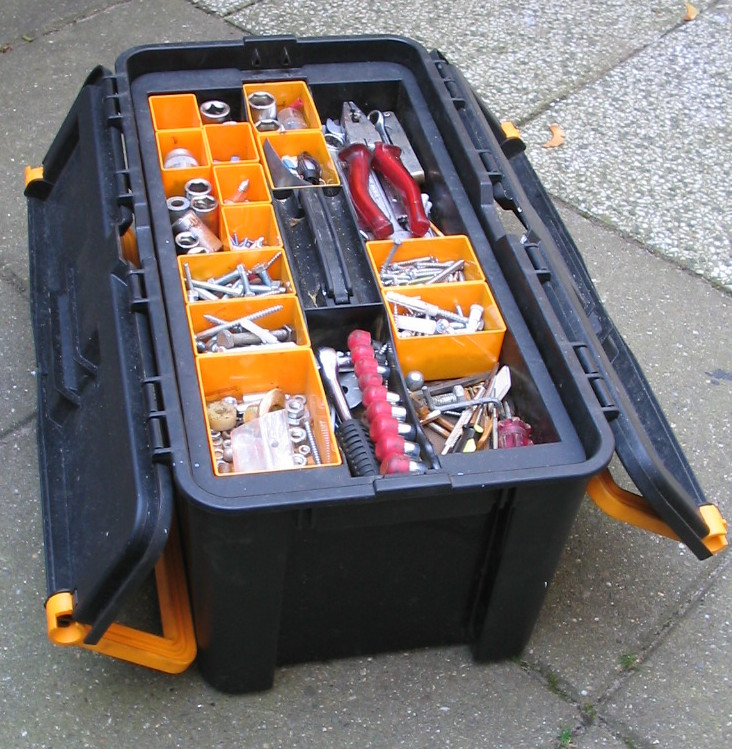
プラスチック製の道具箱の一種

道具箱（どうぐばこ）とは、ある作業を行うのに必要な道具類をひとまとめにして収納する持ち運びできる大きさの箱である。日本語では特に大工道具を収める箱を指していう。また、特に学童が学用品を収める箱のことを指していう場合は接頭辞の「お」をつけて「おどうぐばこ」という。一部の地方で机の中のことをお
どうぐばこと言う。

## 大工道具入れとしての道具箱
鋸、鉋（かんな）、鑢（やすり）、鑿（のみ）、錐、玄能、木槌、墨壺、指矩（さしがね）などを収める。最近ではプラスチック製で内部に水が浸入しない構造の箱を使う者が多いが、かつての大工は自分の道具を持ち運ぶために自作していた。江戸時代の絵には大工が仕事をする際に筵（むしろ）を広げた上に道具箱を置いている（地面に直接道具箱を置かないのが大工の心意気とされた）様子が描かれている。また、腕のいい大工は道具を大事にすることから大工の腕の善し悪しを見抜くには道具箱を見よといい、いい加減な大工は道具箱を作らず叺（かます）袋に道具を入れることから秋田県の方言では腕の悪い大工を指して「かまし」｢かましでぐ（叺大工）｣という。

## 学用品としてのおどうぐばこ

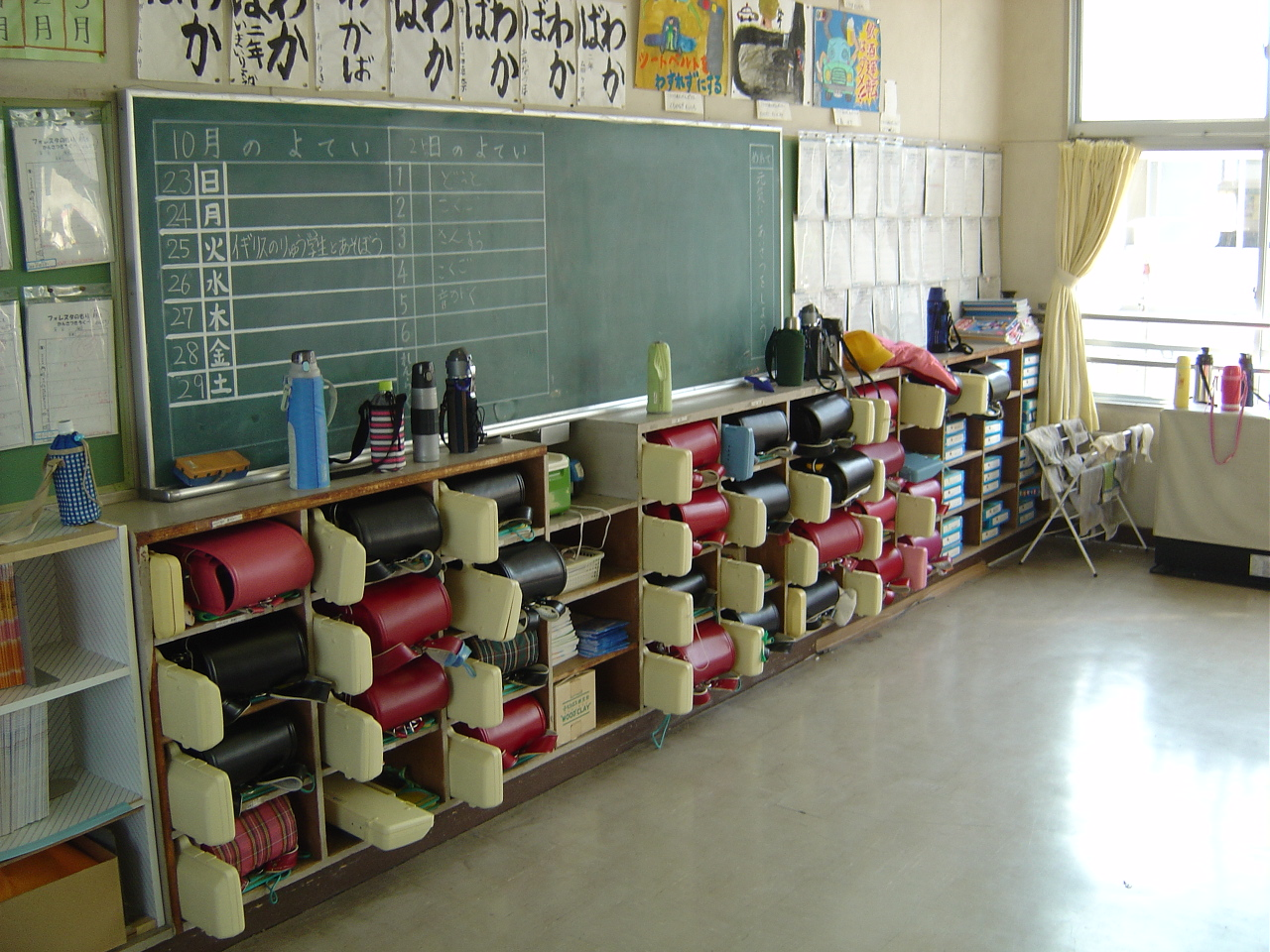
小学2年生の教室。お揃いの水色のおどうぐばこが奥のロッカーにひとまとめに収められている。

幼稚園児や小学生が学用品を収める箱を、特に接頭辞の「お」をつけておどうぐばこ（お道具箱）という。おどうぐばこにははさみ、のり、クレヨン、色鉛筆など学用品のうち常用しない文房具類を主として収める。おどうぐばこは通常机やロッカーの中にしまっておき、これらの学用品が必要になった場合に取り出す。なお学用品のうち鉛筆、消しゴム、定規、ペンなど筆記に常用する文房具は筆箱に収め携行しおどうぐばこには入れない。日本の小学校では学校での一括購入により全員がお揃いのおどうぐばこを使用することが多い。また、知的障害者の特別支援学校では中学部・高等部でも使用されることがある。

## 道具箱の種類
広く一般に行われる作業の道具箱には特定の名称がある。それらの用途に機能を特化した箱が市販されており空の状態であっても特定名称で呼ばれる。また、基礎的な作業に必要な道具類込みで市販されているものもあり初めて道具類を整える場合などに重宝されている。
- 画箱（スケッチ箱） - 絵具、絵筆、パレット、筆洗など、絵（特に油絵）を描くのに必要なものを収めた箱
- 救急箱 - 包帯、脱脂綿、ガーゼ、ピンセット、絆創膏、薬などけがの応急処置に必要なものを収めた箱
- 薬箱 - 病気の治療に必要な医薬品類を常備するための箱、配置販売業などの配置薬（置き薬）の新品、引き取り品、領収書や筆記用具などを収めた箱。五段ぐらいの大きさの違いの箱で、それらを分野別に分類していた。
- 工具箱 - レンチ、ドライバーなどの工具類を収めた箱
- 裁縫箱 - 針、針刺し、糸、はさみ、指貫（ゆびぬき）、へら、チャコ、メジャーなどの裁縫道具を収めた箱。接頭辞の「お」をつけてお裁縫箱とも呼ぶ。
- 硯箱 - 墨、硯（すずり）、筆など、毛筆での筆記に必要なものを収めた箱
- 針箱 - 裁縫箱（和裁用のものを指すときはこちらを使うことが多い）。接頭辞の「お」をつけてお針箱とも呼ぶ。
- 筆箱 - 鉛筆、消しゴム、定規、ペンなど、硬筆での筆記に必要なものを収めた箱
- 宝石箱（ジュエリーボックス） - 指輪や首飾りなどの装身具を種類別に収める箱
- 火口箱 - 火打石、火打金、おが屑、紙縒（こより）など、火をおこす道具を収めた箱
- メイクボックス  (化粧箱)- 化粧水、ファンデーション、アイシャドー、口紅、頬紅、眉墨、マスカラなどの化粧品とスポンジ、パフ、ブラシ、化粧用コットンなどの化粧道具を収めた箱

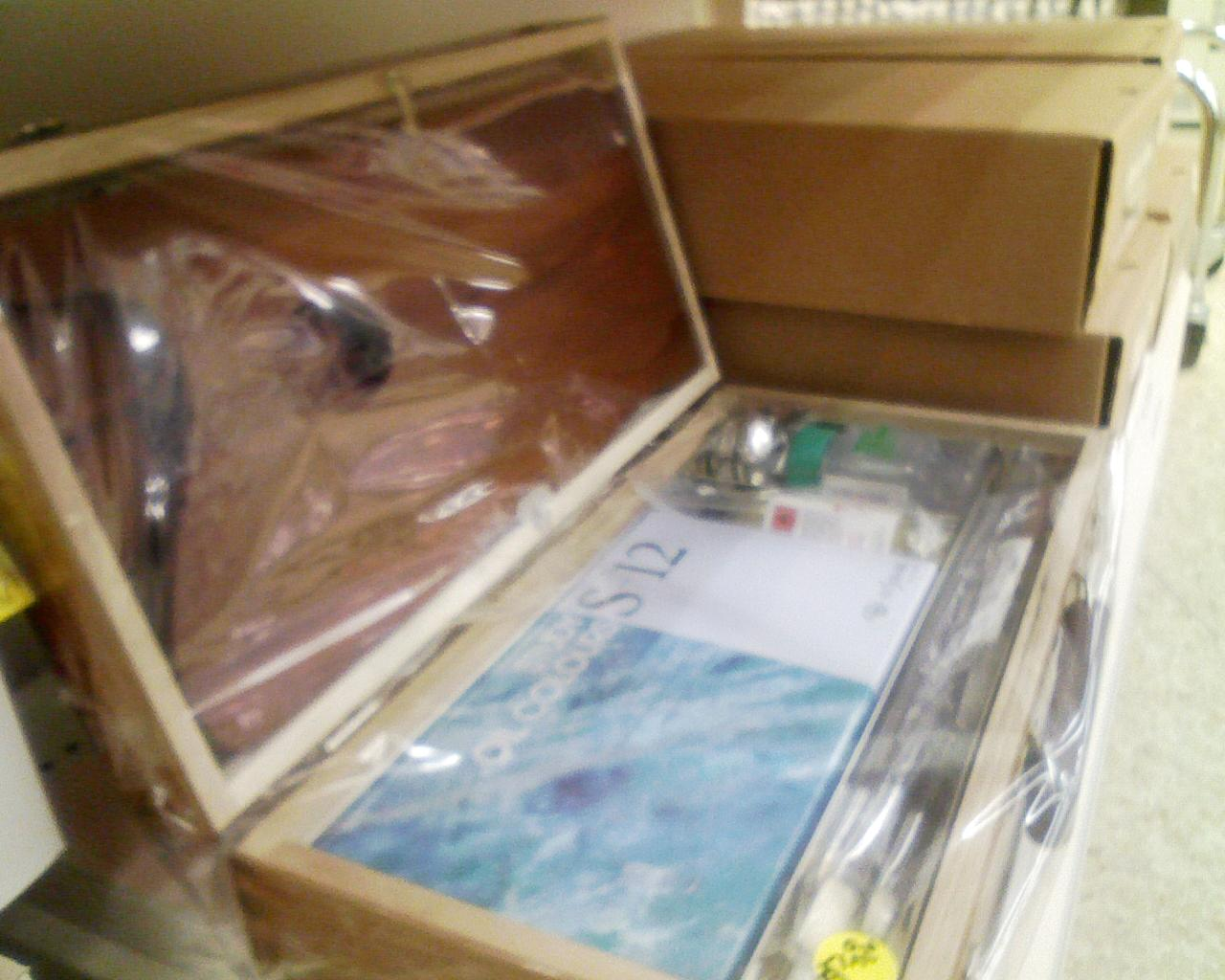
パレットなど油絵の道具込みで市販されている画箱
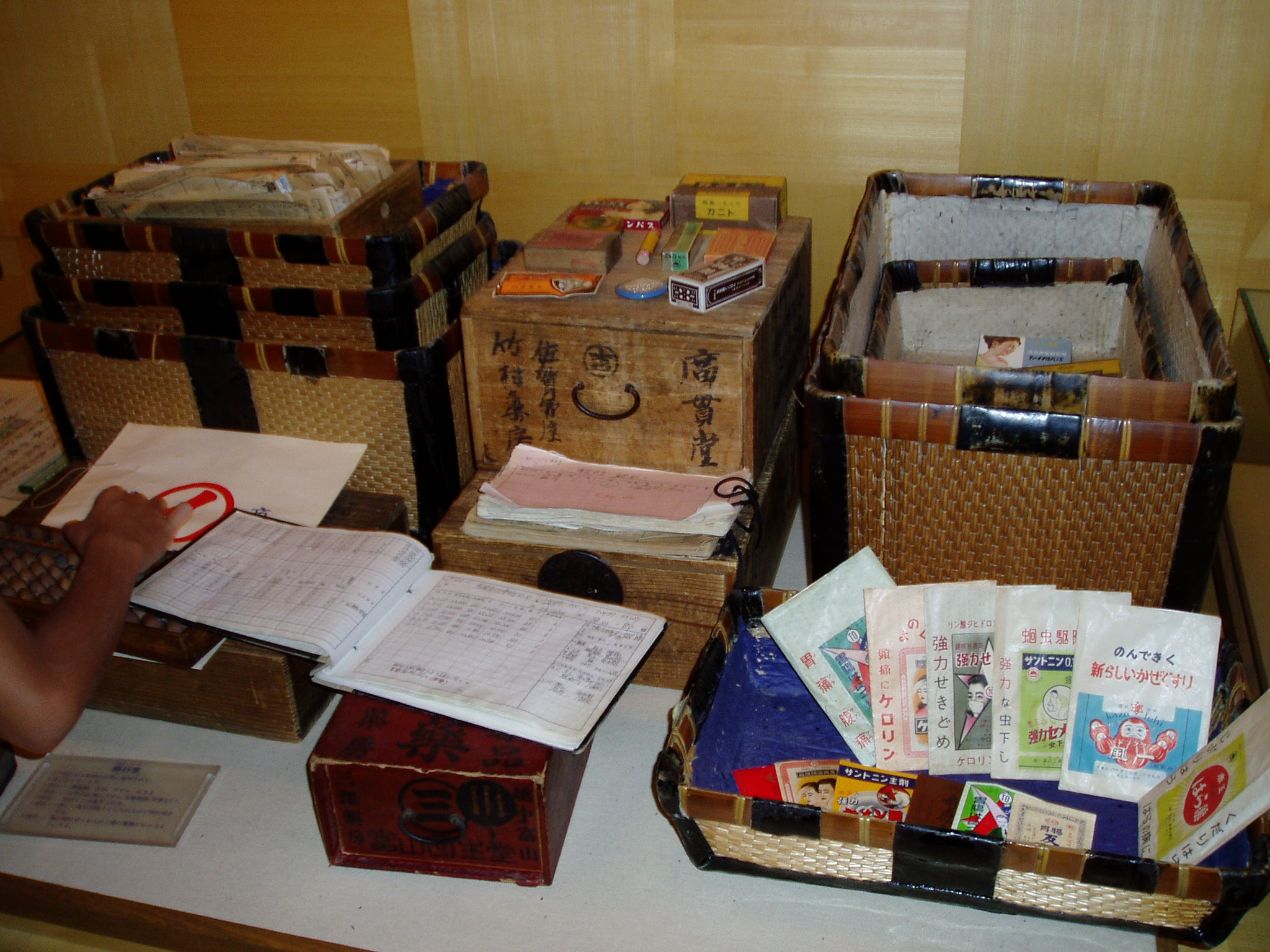
戦前の配置販売業の薬箱
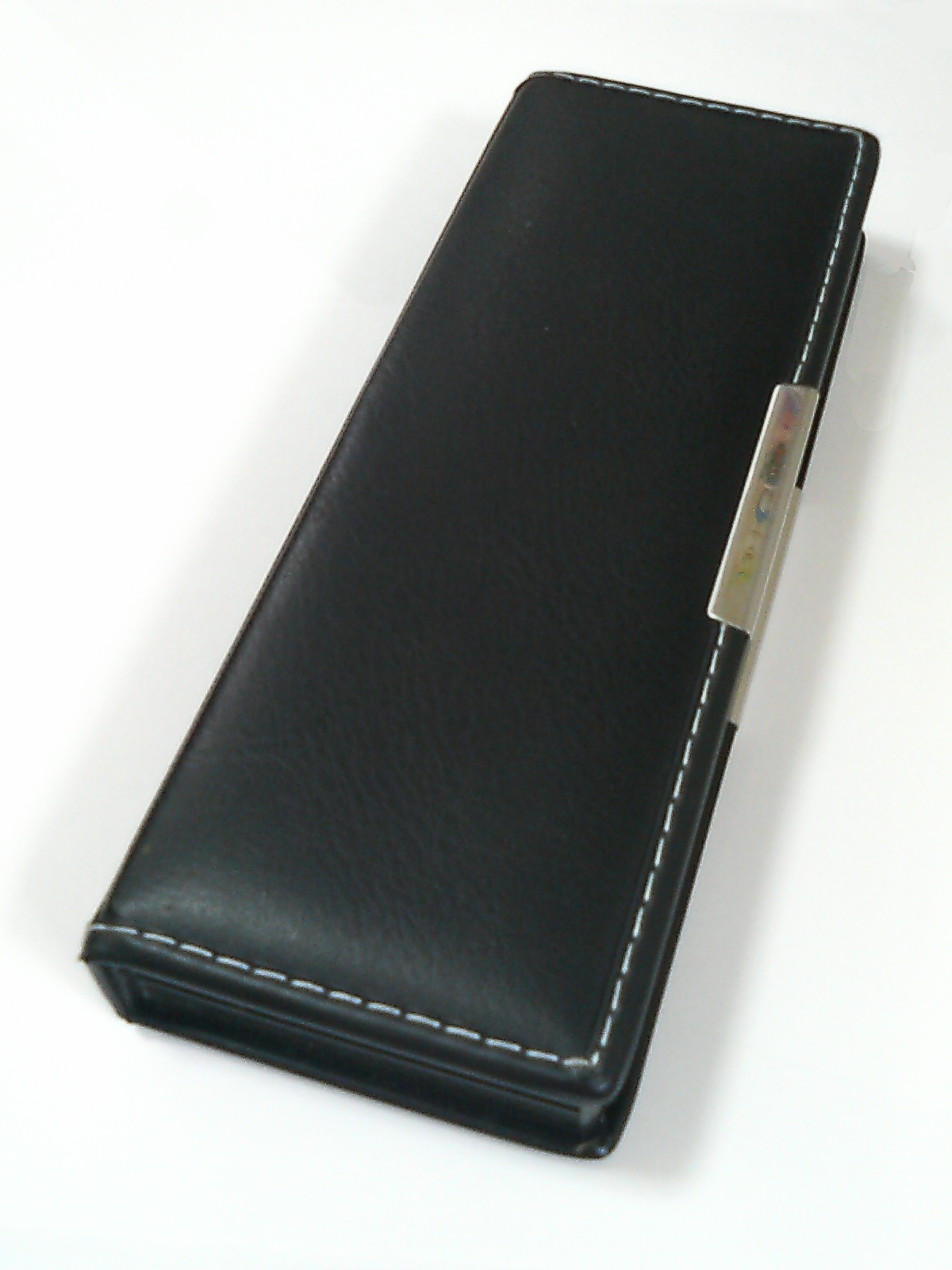
市販の筆箱の一種

## 派生用法
便利な情報を集めて収めてあることを道具箱に見立てて書籍や記事の題名などに使用される場合がある。
- 使用例
  - ハンドブック市民の道具箱
  - 哲学ワンダーランド-<わかる>ための道具箱-
  - ハーバード式仕事の道具箱

## 道具箱が重要な役割を果たす作品
- 落語
  - 大工調べ - 大工の与太郎が滞納した店賃（たなちん）の抵当（かた）として大家（おおや）に道具箱を持っていかれてしまい、取り戻そうとする。
  - たがや - 両国の川開きで混雑した橋の上で武士に押されたたが屋が担いだ道具箱を落としてしまい騒動となる。
- 歌舞伎
  - 銘作左小刀 京人形 - 名工左甚五郎が道具箱に入っていた大工道具を用いての立ち回りを演じる。